# جولييت ميتشيل
جولييت ميتشيل (بالإنجليزية: Juliet Mitchell)‏ هي عالمة نفس بريطانية، ولدت في 1940 في إنجلترا في المملكة المتحدة.

## وصلات خارجية
- الموقع الرسمي